# Sidéradougou (département)
Sidéradougou est un département et une commune rurale du Burkina Faso, situé dans la province de la Comoé et la région des Cascades.

## Géographie

### Situation
Le département et la commune rurale de Sidéradougou est limitrophe :
- au nord, des départements et communes rurales de Karangasso-Vigué et de Péni (toutes les deux dans la province du Houet et la région des Hauts-Bassins) ;
- à l’ouest, du département et la commune rurale de Tiéfora ;
- au sud-ouest, du département et la commune rurale de Niangoloko ;
- au sud, du département et la commune rurale de Mangodara ;
- au sud-est et à l’est, du département et la commune rurale de Ouo.

### Nature et environnement
La commune est naturellement couverte de savanes arborées et arbustives constituant environ 37 % du territoire, dominée par les espèces Isoberlinia doka, Afzelia africana (lingué), Pterocarpus erinaceus (vène), Vitellaria paradoxa (karité), Parkia biglobosa (néré), Daniella oliveri, Anogeissus leiocarpus, Khaya senegalensis (caïlcédrat), avec un haut tapis herbacé discontinu, formé d'espèces pérennes (comme Imperata cylindrica, Andropogon) ou annuelles (Eragrotis tremula, Pennisetum).
Le long des principaux cours d'eau (dont de nombreux affluents ont un cours saisonnier et sont souvent asséchés), cette savane est traversée de forêts ponctuées d'étangs alimentés irrégulièrement par les cours d'eau, et où dominent des Khaya senegalensis, des figuiers (Ficus gnaphalocarpa), des Mitragyna inermis et autres Diospyros mespiliformis. Deux de ces forêts sont aujourd'hui classées dans la commune : celle de Kongouko (la plus grande avec 27 000 ha couverts) et celle de Gouandougou (9 500 ha).
L'homme a transformé cette couverture végétale par des plantations de bosquets (pour fournir le bois à usage agricole pour les clôtures, ou à usage domestique pour la construction, le chauffage et la cuisine) et de vergers, mais a également dégradé la savane par une surexploitation de l'élevage sur des terres de plus en plus recherchées, mais aussi par le détournement des cours d'eau pour l'agriculture ou leur dégradation pour l'orpaillage et la construction de routes et pistes de plus en plus nombreuses reliant les nombreuses petites localités. La pratique ancienne du brûlis et le défrichage de la forêt pour étendre les pâturages ou pratiquer l'orpaillage, ainsi que les effets du changement climatique avec une baisse de pluviométrie, la pression sur les ressources en eau des fleuves et rivières mais aussi les puits alimentant l'élevage conduisent à un appauvrissement des sols autrefois riches et fertiles et l'apparition de sols nus emportés sous forme de nuages de poussière rouge, la latérite qui balaye la savane et les routes, se transformant lors des épisodes pluvieux en boues dans les rivières et qui étouffe la rare faune aquatique.
Cela conduit également à la raréfaction des espèces animales, renforcée par l'homme sous la pression foncière (pour l'usage agricole ou minier ou pour l'habitat, dans un pays à forte croissance démographique et qui fait face également au retour au pays des anciens travailleurs burkinabès auparavant employés en Côte d'Ivoire). De nombreuses espèces animales sauvages sont désormais en danger même parmi les espèces dominantes trop chassées dont:
- du gros gibier du genre des bovidés et équidés, comme l'hippotrague (chevalin ou antilope de rouanne, Hypotragus equinus) et le bubale roux (Alcephalus bruselaphus),
- du petit gibier comme le phacochère (Phococherus aethiopicus) et le porc-épic (Hystrix galeala),
- et des oiseaux comme le francolin et la pintade sauvage.

### Relief et hydrographie
Le relief est assez accidenté autour d'une altitude moyenne de 40 m, formé par un plateau, ainsi que par la plaine.
La plaine est parcourue par un réseau dense d'affluents de la Comoé et de la Bougouriba, qui malheureusement s'assèchent chaque année en fin d'hivernage. Ces cours d'eau sont très peu aménagés.
Seulement deux grandes retenues d'eau à Gouandougou (60 ha) et Dandougou (75 ha) complètent l'alimentation en eau pour les besoins agricoles et de la population. Cette eau n'est pas directement potable pour l'alimentation humaine et doit être traitée et bouillie. La rareté accentuée de l'eau potable en fin de saison sèche est une cause de maladies infectieuses et de décès prématurés, aussi bien pour les animaux d'élevage (qui doivent alors être abattus ou ne produisent plus de lait en quantité exploitable) que pour les humains. La commune cherche à aménager des réserves propres et une station de traitement, mais aussi à développer une agriculture plus économe en eau.

### Démographie
- En 1996, le département comptait 31 376 habitants recensés[2].
- En 2003, le département comptait 76 210 habitants estimés[3].
- En 2006, le département comptait 75 397 habitants recensés[4].
- En 2019, le département comptait 137 675 habitants recensés[1].

## Histoire
Les premiers résidents acquérant les terres autour de Sidéradougou étaient des Dogossés et Tiéfos (ou Tyéfos), avant qu'arrivent les Dioulas.
Les suivants venaient des ethnies Birifors, Dagari Djan, Gans, Gouins, Karaboros, Lobis, Sénoufos, Siamous, Toussians et Turkas.
Plus tard sont arrivés les Mossis et les Peuhls, les plus nombreux dans le pays, ainsi que des Nounouma, Markas et Samos, tous en quête de terres agricoles et de pâturages.

## Administration

### Chef-lieu et préfecture
La ville de Sidéradougou est le chef-lieu du département, administrativement dirigé par un préfet nommé par le gouvernement pour représenter localement l’État burkinabé. Sous l’autorité du haut-commissaire de la province et du gouverneur de la région, il organise les services déconcentrés de l’État, il prend en charge la gestion des espaces ruraux non urbanisés qui ne sont pas encore de compétence communale, ainsi que la concertation avec les autres collectivités voisine de la province ou la région, notamment pour les infrastructures et la protection de l'environnement et de la sécurité publique. La ville est également le chef-lieu de la province.
| Période | Période  | Identité | Fonction précédente | Observation |
| ------- | -------- | -------- | ------------------- | ----------- |
|         | En cours |          |                     |             |

### Mairie
| Période                                  | Période  | Identité | Étiquette | Qualité |
| ---------------------------------------- | -------- | -------- | --------- | ------- |
|                                          | en cours |          |           |         |
| Les données manquantes sont à compléter. |          |          |           |         |

### Villages
Le département et la commune rurale de Sidéradougou est administrativement composé de quarante villages, dont le village chef-lieu homonyme (données de population consolidées en 2012 issues du recensement général de 2006) :
- Badé (1 490 habitants)
- Banakoro (1 778 habitants)
- Baté (1 306 habitants)
- Banagoubou (518 habitants)
- Boborola (1 019 habitants)
- Bogoté (1 130 habitants)
- Bossié (3 181 habitants)
- Dalamba (823 habitants)
- Dandougou (3 352 habitants)
- Dialakoro (2 215 habitants)
- Djanga (883 habitants)
- Djassa (311 habitants)
- Dégué-Dégué (2 837 habitants)
- Dérégoué I (7 267 habitants)
- Dérégoué II (1 539 habitants)
- Diérisso (617 habitants)
- Doutié (2 029 habitants)
- Faradjan (3 129 habitants)
- Fougangoué (678 habitants)
- Gouandougou (3 846 habitants)
- Gouin-Gouin (732 habitants)
- Kadio (1 736 habitants)
- Kassandé (1 459 habitants)
- Kapongouan (2 866 habitants)
- Kogoué (541 habitants)
- Kotou (955 habitants)
- Konkan (283 habitants)
- Kokanko (1 868 habitants)
- Kouéré (2 869 habitants)
- Kouendi (4 762 habitants)
- Kotougouni (958 habitants)
- Noumousso (983 habitants)
- Pima (1 000 habitants)
- Sampobien (3 112 habitants)
- Sidéradougou (6 191 habitants)
- Tanga (243 habitants)
- Tiéfindougou (207 habitants)
- Tomodjan (1 063 habitants)
- Yadé (1 587 habitants)
- Zangazoli (2 034 habitants)

### Jumelages et accords de coopération
Le département et la commune de Sidéradougou ne dispose actuellement d'aucun accord de coopération décentralisée avec une autre partie du monde.

## Économie

### Activités agricoles
Depuis longtemps la vie des habitants s’organise pour tirer profit des terres dans l’agriculture, l’élevage, mais aussi (aujourd'hui en forte régression) la chasse et la pêche :
- Près de 90 % de la population vit de l’agriculture, pour cultiver sur environ 62 000 ha principalement (en 2013) :
  - des cultures vivrières (céréalières et légumineuses) : le maïs (75 956,32 t produites sur 26 066 ha), le sorgho (15 455,88 t produites sur 11 880 ha), le niébé (65 936,58 t produites sur 65 590 ha), le mil (3 160,33 t produites sur 4 182 ha), le riz de bas-fond (5 099,77 t produites sur 1 754 ha), le voandzou (ou pois bambara) (1 166,70 t produites sur 1 232 ha), la patate douce (5 623,55 t produites sur 470 ha), le manioc (4 059,74 t produites sur 308 ha), l’igname (3 573,15 t produites sur 279 ha), ainsi que le fonio (dont la culture est mieux adaptée sur des sols pauvres et demande moins d'eau que celle du riz qu'il peut remplacer dans l'alimentation humaine) ;
  - des cultures de rente (essentiellement destinées à l'exportation) : notamment le coton (15 815,2 t produites sur 14 920 ha) et les oléagineuses comme l’arachide (8 303,68 t produites sur 9 351 ha), le sésame (4 777,1 t produites sur 7 130 ha), plus récemment le soja (24,21 t produites sur 26 ha), ainsi que (spécifiquement à Sidéradougou) l’anacarde (ou noix de cajou) ;
  - à cela s'ajoute l'élevage de 143 547 bovins (517 abattus dans les abattages locaux contrôlés), 27 300 ovins (511 abattus), 17 301 caprins (1 987 abattus), 2 775 porcins (140 abattus), 1 445 équins et 45 asins ainsi que 117 212 volailles (en partie pour leurs œufs vendus sur les marchés locaux et pour l'abattage). Cependant, une grande partie de cet élevage n'est pas abattue dans la commune qui n'a pas les équipements nécessaires, mais est exportée ailleurs pour être vendu vivante.
- Au nord de la commune, sur la grande zone pastorale historique de 55 000 ha partagée entre les provinces de la Comoé et du Houet, une trop forte pression exercée par les agriculteurs (notamment par l'étendue croissante des surfaces de culture du coton ou du maïs et par leur demande croissante en eau) entraine désormais le départ des éleveurs avec leurs troupeaux de bovins, ovins et caprins vers le sud dans des zones plus verdoyantes au Ghana et en Côte d'Ivoire, en dépit des efforts de la commune pour tenter de concilier une agriculture plus durable et plus équitable. Les espèces bovines et caprines naturelles suivent également ce même chemin (également du fait de l'artificialisation croissante des terres : celles qui restent sont en principe moins chassées mais protégées dans quelques parcs naturels exigus convoités autant par les cultivateurs, les éleveurs et l’essaimage urbain dans tout le pays).
- On dénombre dans la commune pas moins de 200 organisations ou groupements villageois (GV), la plupart dans le domaine agricole, dont 72 groupements de producteurs de coton (GPC), 46 groupements de producteurs céréaliers, 31 groupements d’éleveurs, 18 groupements de gestion forestière (sylviculteurs et bucherons), 6 groupements de producteurs de riz, 4 groupements de producteurs d’oléagineux, 4 groupements d’apiculteurs, 3 groupements d’arboriculteurs (notamment pour la production fruitière), 3 groupements de maraîchers (légumes et primeurs) et 1 groupement de pêcheurs (sur les deux fleuves et dans les étangs et retenues d'eau).

### Artisanat
L'artisanat d'art (la teinture et le tissage, notamment avec le coton ou la laine de production locale, mais aussi la poterie mise en avant par la commune) est pratiqué surtout par les femmes et les jeunes. L’artisanat utilitaire (menuiserie, soudure, forge, couture, mécanique et maçonnerie) est pratiquée surtout par les hommes. Cet artisanat local promu dans les marchés locaux constitue une source secondaire de revenus après l’agriculture et l’élevage, il aide à diversifier les sources alimentaires des familles ou à acheter les produits importés, il aide aussi à l'entretien sanitaire des élevages en leur évitant les abattages trop précoces.

### Activité minière
Une activité minière est également présente avec l’orpaillage (autour de Dégué-Dégué et Fougangoué/Kokanko), bien que celle-ci soit mal organisée, parfois artisanale mais souvent anarchique, avec pour conséquences une dégradation des sols et de la couverture végétale, la destruction des cours d’eau et l’érosion accélérée des sols, ce qui nuit également à l’agriculture, mais aussi aux ressources en eau potable. La commune elle-même tire peu profit de cette activité pour son développement propre.

### Énergie
La ville de Sidéradougou est raccordée au réseau électrique de la Sonabel et dispose d’une station-service (Total). Des vendeurs privés distribuent des hydrocarbures le long de certaines routes pour les véhicules et les engins à deux roues. Mais la principale source d’énergie des ménages de la commune est le bois de chauffage, vendu par les sylviculteurs et arboriculteurs et quelques producteurs de charbon de bois.

### Commerce
La commune ne dispose pas encore d’un marché couvert, il n’existe que quelques hangars et boutiques de faible capacité le long de la route nationale 11 et dans certaines rues du chef-lieu. Le commerce s’y organise sur des produits importés manufacturés d’usage courant (carburants, huile, sucre, sel, savon, bicyclette) et ceux de l’agriculture, de l’élevage, de la cueillette (comme celle de la figue) et de l’artisanat. 4 groupements villageois (GV) de petits commerçants se sont ainsi formés.
Aucun des neuf marchés à bétail (tous les cinq jours à Sidéradougou, Kouéré, Faradjan, Doutié, Yadé, Dandougou et Kassandé ; le jeudi à Sampobien, le vendredi à Dérégoué I) ne sont encore aménagés, pas plus que l’aire d’abattage qui se fait encore à l’air libre (ce qui ne permet pas la transformation pour la conservation et le transport). L’abattage se fait donc pour une consommation locale presque immédiate. Le long des quelques routes principale et sinon sous les hangars ou en plein air dans les rues des villages, on trouve des vendeurs de viandes fraiches (ou grillées pour les conserver plus longtemps), ainsi que des femmes Peulhs qui vendent du lait dans des calebasses. Mais une grande partie de la production laitière est vendue pour sa transformation à Banfora.

## Transports et communications
Il n’existe aucune route bitumée dans le très faible réseau routier (environ 66,6 km) de la commune, desservie principalement par la route nationale 11. Ces routes sont en terre et relient entre eux les villages et le chef-lieu de la commune, ainsi que les communes voisines, mais sont difficilement praticables en saison des pluies.
Le trafic routier dépend fortement des saisons et des jours de marchés et hormis les petits véhicules privés (essentiellement des charrettes, vélos et deux-roues motorisés, les automobiles sont rares) il transporte en même temps les personnes et les marchandises par camions et camionnettes privés. La commune ne dispose pas de transport moderne. L'implantation d'une gare routière dans la commune est envisagée pour aider à développer l'économie locale.
Trois réseaux de téléphonies mobiles (Airtel, Telmob et Télécel) sont présents sur le territoire, alors que l'ancien réseau de téléphonie fixe de l’ONT (Office national des télécommunications) théoriquement en service au chef-lieu est en panne et ne couvre les autres villages de la commune que de façon très intermittente. La presse écrite est absente de la commune, la population écoute la radio FM produite ailleurs, dont Savane FM (émise de Bobo-Dioulasso) et Mougnou (émise de Banfora).
La communication de la commune avec les habitants locaux passe avant tout par l'affichage communal, les lieux de cultes (comme la mosquée) et les réunions publiques (sur les places de marché, parfois sur une estrade installée sur un camion). Pour le reste, la téléphonie mobile (alimentée localement dans les villages par des stations de recharge à moteur près des routes de passage des camions, ou par des panneaux photovoltaïques de faible capacité) est la solution la plus courante et la plus rapide pour joindre les villages moins bien desservis.
Quelques antennes paraboliques sont apparues dans les foyers du chef-lieu depuis son électrification. Le conseil municipal souhaite voir s'installer une radio locale communautaire pour mieux informer la population et soutenir les actions locales de développement économique et social, et pour conduire plus efficacement les campagnes de sensibilisation et d'information auprès des femmes et des populations les plus vulnérables, mais il cherche des soutiens pour en assurer la pérennité.

## Culture et patrimoine
- Le Festival des arts et de la culture de Sidéradougou (FACUS), avec notamment un festival de masque.